# Amok (1983)
Amok é um filme de drama marroquino de 1983 dirigido por Souheil Ben-Barka. Ele ganhou o Prêmio de Ouro no 13º Festival Internacional de Cinema de Moscou.

## Elenco
- Robert Liensol como Mathieu Sempala
- Miriam Makeba como Joséphine Sempala
- Douta Seck como Reverend Sikau Norje
- Richard Harrison como Elton Horn
- Gianni Garko
- George Ardisson
- Edmund Purdom
- Claudio Gora como M. Horn